# Mianchi
Mianchi (渑池县,  Miǎnchí Xiàn) ist ein Kreis, der zum Verwaltungsgebiet der bezirksfreien Stadt Sanmenxia in der zentralchinesischen Provinz Henan gehört. Mianchi hat eine Fläche von 1.362 km² und zählt 350.700 Einwohner (Stand: Ende 2018). Sein Hauptort ist die Großgemeinde Chengguan (城关镇).
Die Stätte von Yangshao (Yangshao cun yizhi 仰韶村遗址) der neolithischen Yangshao-Kultur steht seit 1961 auf der Liste der Denkmäler der Volksrepublik China (1-138).
Die Longhai-Bahn verbindet Mianchi mit Lanzhou und Lianyungang.